# Phá rừng

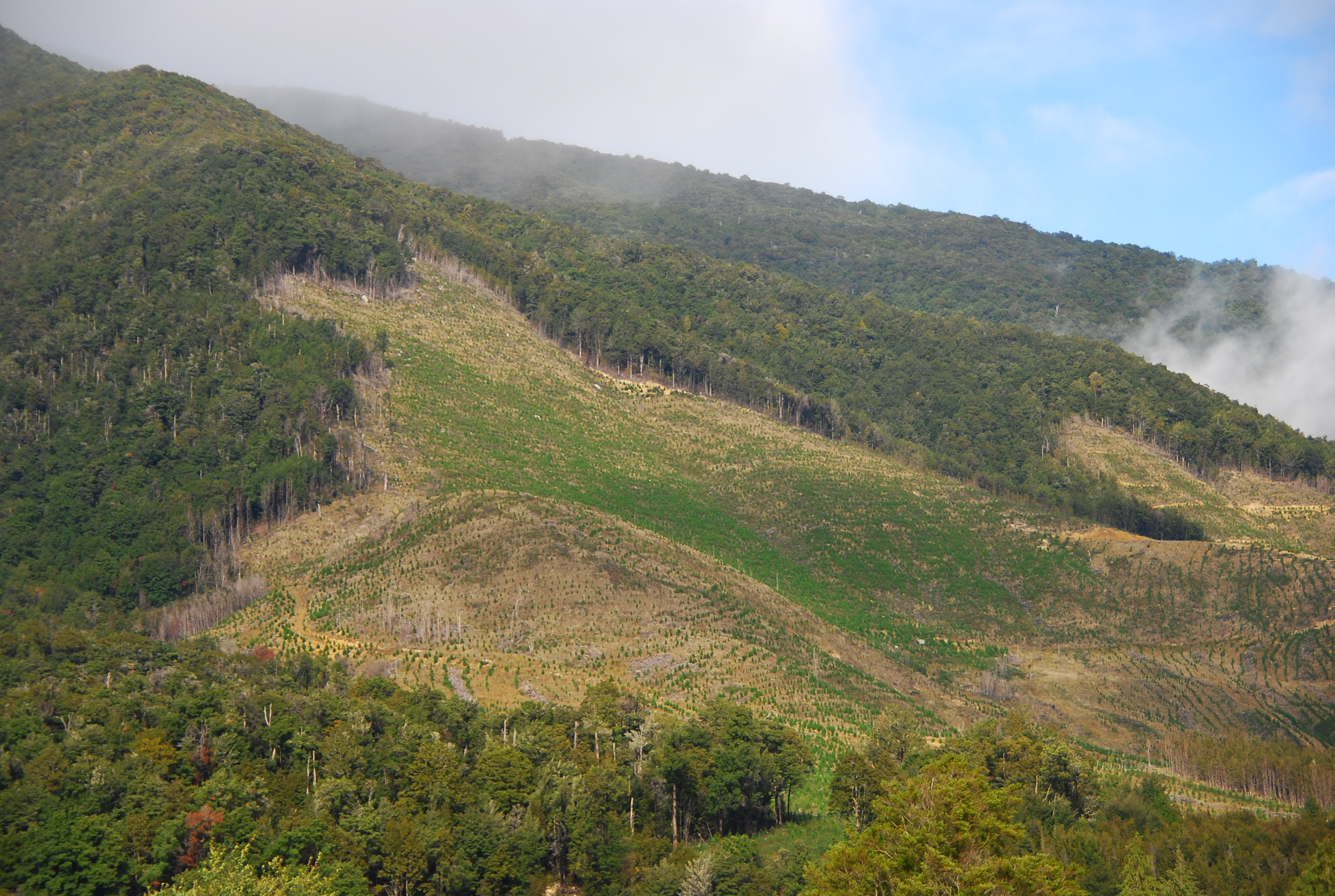
Phá rừng ở New Zealand.

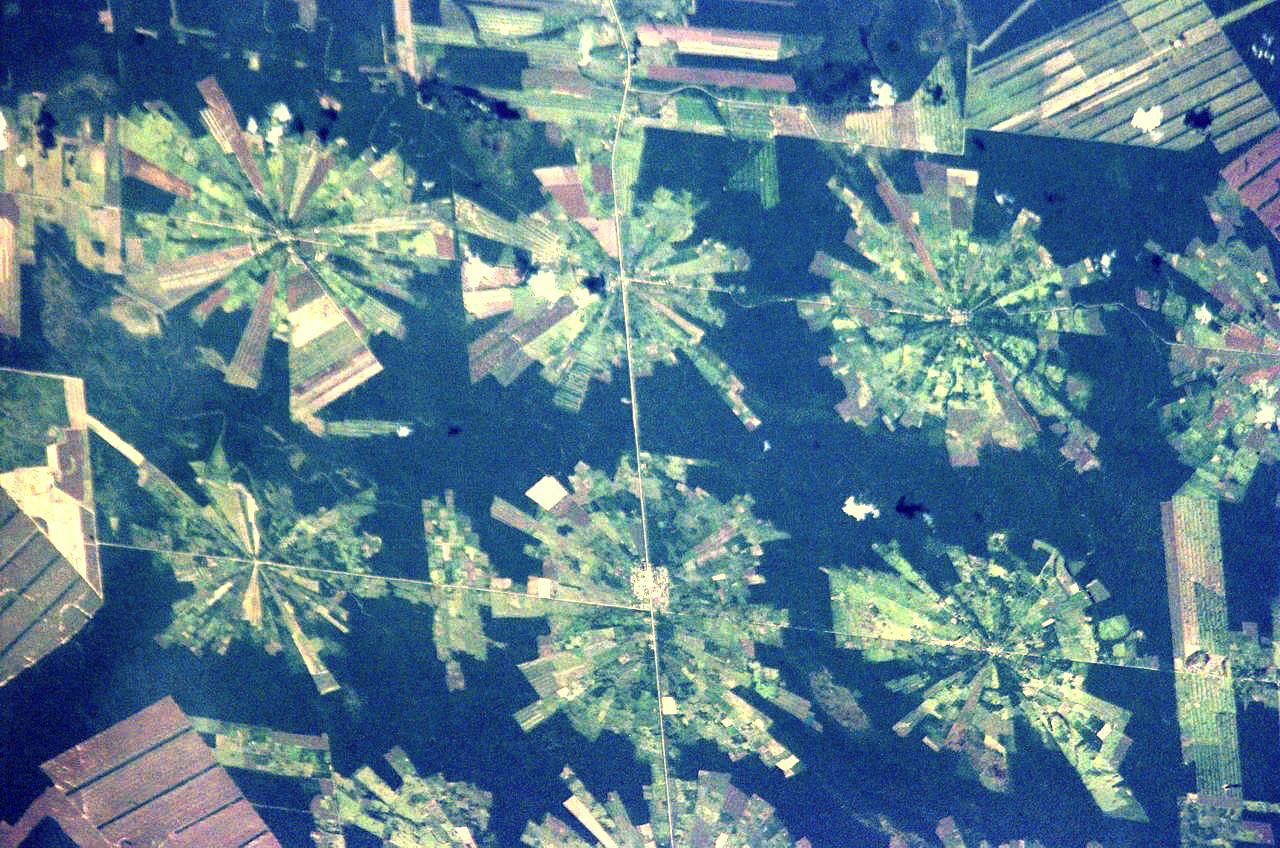
Hình ảnh vệ tinh về nạn phá rừng đang diễn ra ở miền đông Bolivia. Trên toàn thế giới, 10% diện tích hoang dã đã biến mất từ năm 1990 đến 2015.

Nạn phá rừng hàng năm.

Thay đổi diện tích rừng hàng năm.

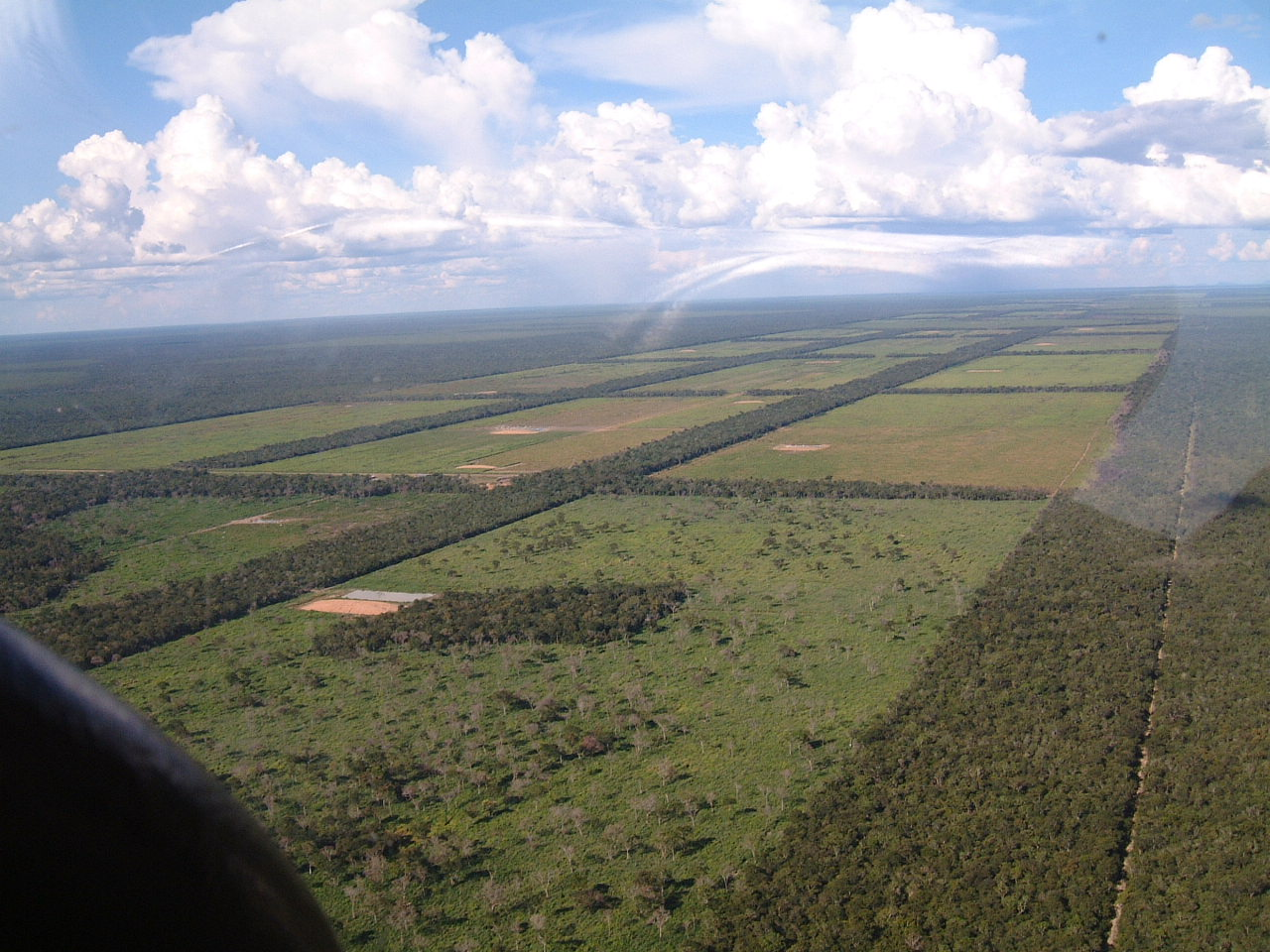
Phá rừng ở Gran Chaco, Paraguay.

Phá rừng hay giải phóng mặt bằng rừng là việc loại bỏ một khu rừng hoặc cây cối khỏi đất mà sau đó được chuyển đổi sang mục đích sử dụng không phải là rừng. Phá rừng có thể liên quan đến việc chuyển đổi đất rừng thành trang trại hoặc sử dụng đô thị. Nạn phá rừng tập trung xảy ra nhất là ở các khu rừng mưa nhiệt đới. Khoảng 31% diện tích bề mặt Trái Đất hiện được bao phủ bởi rừng. Con số này thấp hơn một phần ba so với diện tích rừng trước khi mở rộng nông nghiệp, một nửa sự mất đi diện tích rừng này xảy ra trong thế kỷ trước. Từ 15 triệu đến 18 triệu ha rừng, diện tích tương đương với Bangladesh, bị phá hủy hàng năm. Trung bình mỗi phút có 2.400 cây bị đốn hạ.
Tổ chức Lương thực và Nông nghiệp Liên Hợp Quốc định nghĩa nạn phá rừng là việc chuyển đổi rừng sang các mục đích sử dụng đất khác (bất kể đó có phải là do con người gây ra hay không).

Việc loại bỏ cây mà không tái trồng rừng đầy đủ đã dẫn đến thiệt hại về môi trường sống, mất đa dạng sinh học và khô hạn. Phá rừng gây ra sự tuyệt chủng, thay đổi điều kiện khí hậu, hoang mạc hóa, và sự thay đổi của các quần thể, như được quan sát bởi các điều kiện trong hiện tại và trong quá khứ thông qua hồ sơ hóa thạch. Phá rừng cũng làm giảm quá trình hấp thụ sinh học carbon dioxide trong khí quyển, làm tăng các chu kỳ phản hồi tiêu cực góp phần vào sự nóng lên toàn cầu. Sự nóng lên toàn cầu cũng làm gia tăng áp lực đối với các cộng đồng tìm kiếm an ninh lương thực bằng cách phá rừng để sử dụng cho mục đích nông nghiệp nói chung. Các vùng bị phá rừng thường phải chịu các tác động môi trường đáng kể khác như xói mòn đất và suy thoái thành đất hoang.

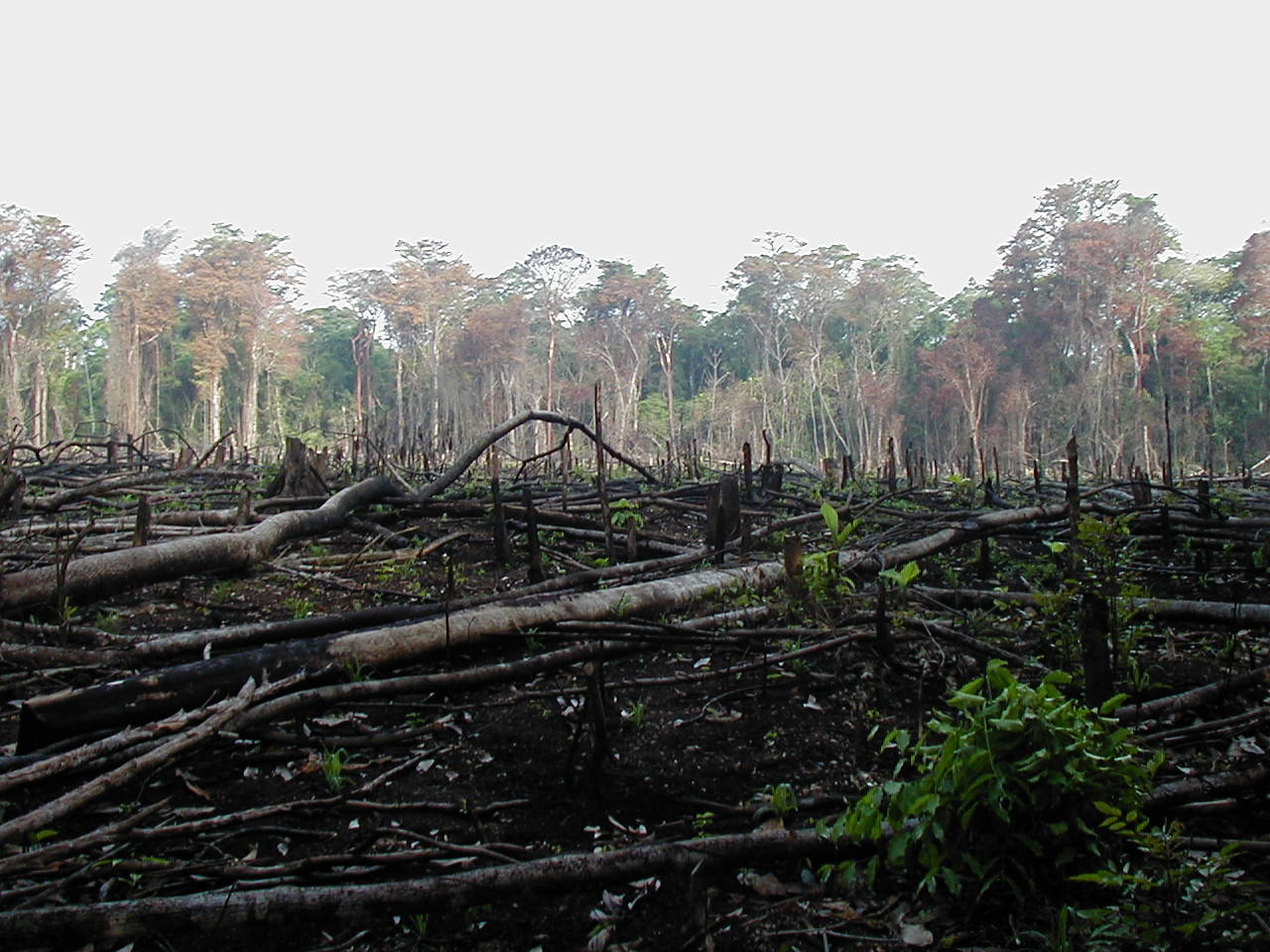
Rừng bị phá để lấy đất nông nghiệp ở miền nam México.

## Tác động tới môi trường

### Không khí
Phá rừng vẫn đang tiếp diễn và đang làm thay đổi khí hậu và địa lý.
Phá rừng là một nhân tố đóng góp cho sự nóng lên của Trái Đất, và được coi là một trong những nguyên nhân chính làm gia tăng hiệu ứng nhà kính. Rừng nhiệt đới bị phá hủy là tác nhân của 20% lượng khí nhà kính. Theo Ủy ban Liên chính phủ về Thay đổi Khí hậu, việc phá rừng, chủ yếu ở các vùng nhiệt đới, đóng góp 1/3 lượng khí thải carbon dioxide do con người gây ra. Các tính toán gần đây cho thấy lượng carbon dioxide thải ra môi trường do phá rừng và suy thoái rừng chiếm 20% lượng khí thải carbon dioxide gây ra bởi con người. Cây và các loại thực vật hấp thụ carbon trong quá trình quang hợp và nhả lại oxy vào không khí. Sự phân hủy và đốt gỗ làm lượng carbon tích trữ trong cây bị thải lại vào không khí. Để rừng có thể hấp thụ carbon, gỗ phải được thu hoạch và biến thành các sản phẩm tiêu thụ và cây phải được trồng lại. Phá rừng làm lượng carbon trong đất thoát trở lại không khí. Ở các khu vực bị phá rừng, đất tăng nhiệt nhanh hơn và thời tiết trở nên nóng hơn, điều này kích thích quá trình bốc hơi nước của đất, từ đó hình thành các đám mây và dẫn đến lượng mưa sẽ gia tăng.
Giảm lượng khí thải từ việc phá rừng ở các nước đang phát triển đang nổi lên như một phương thức bổ sung cho các chính sách khí hậu. Ý tưởng trong đó bao gồm việc cung cấp tài chính nhằm giảm lượng khí nhà kính từ phá rừng và suy thoái rừng.
Rừng mưa được cho là đóng góp một lượng lớn oxy của thế giới. Mặc dù vậy, hiện nay các nhà khoa học cho rằng rừng mưa chỉ đóng góp một lượng oxy nhỏ vào không khí và phá rừng không có ảnh hưởng gì tới mức độ oxy của bầu khí quyển. Tuy nhiên việc đốt rừng thải ra một lượng lớn carbon dioxide, làm gia tăng sự ấm lên của Trái Đất. Các nhà khoa học cũng cho biết, phá rừng nhiệt đới làm 1,5 tỉ tấn carbon được thải vào không khí mỗi năm.

### Nước
Vòng tuần hoàn nước cũng bị ảnh hưởng bởi phá rừng. Cây hút nước trong lòng đất và giải phóng vào không khí (vòng tuần hoàn không khí và nước). Khi rừng bị phá bỏ, cây không còn làm bay hơi lượng nước này, điều này khiến khí hậu trở nên khô hạn hơn rất nhiều (địa lý)- graphy. Phá rừng làm giảm lượng nước trong đất, lượng nước ngầm và độ ẩm của không khí. Phá rừng làm giảm độ kết dính của đất, từ đó dẫn tới xói mòn, lũ lụt, lở đất. Rừng làm tái bổ sung nước ở tầng ngậm nước ở vài nơi, nhưng rừng là nguồn hút nước chủ yếu của tầng ngậm nước.
Phá rừng làm giảm khả năng giữ và bay hơi nước mưa của đất. Thay vì giữ nước mưa được thấm xuống tầng nước ngầm, phá rừng làm tăng quá trình rửa trôi nước bề mặt, sự di chuyển của nước bề mặt có thể dẫn đến lũ quét và gây nhiều lũ lụt hơn khi có rừng bảo vệ. Quá trình làm giảm thoát hơi nước, từ đó làm giảm độ ẩm không khí, trong một vài trường hợp có thể làm giảm lượng mưa theo hướng gió từ khu vực bị phá rừng, vì nước không được tuần hoàn trở lại rừng do bị mất trong quá trình rửa trôi và đổ thẳng ra biển.
Cây và thực vật nhìn chung ảnh hưởng rất lớn tới vòng tuần hoàn của nước:
- Tán cây giữ lại lượng nước mưa và bốc hơi trở lại không khí;
- Thân cây, cọng lá làm chậm quá trình rửa trôi bề mặt;
- Rễ cây có các lỗ lớn - là các ống dẫn nước trong đất làm gia tăng sự thấm nước;
- Cỏ khô, lá rụng, các cặn bã hữu cơ làm thay đổi đặc tính của đất, từ đó ảnh hưởng tới khả năng giữ nước của đất;
- Lá cây điều hòa độ ẩm của không khí thông qua quá trình bay hơi. 99% lượng nước hấp thụ bởi rễ cây được chuyển lên lá và bay hơi.[29]

Sự tồn tại của cây cối và thực vật làm thay đổi lượng nước trên bề mặt, trong đất hay nước ngầm hoặc trong bầu không khí. Sự tồn tại hay không tồn tại của cây cối và thực vật làm thay đổi mức độ xói mòn và lượng nước cho các hoạt động của hệ sinh thái và của con người.
Trong một vài trường hợp như mưa lớn thì rừng không có mấy tác động lên lũ lụt, bởi mưa lớn có thể vượt quá khả năng lưu giữ nước của đất rừng nếu đất rừng đã ở mức độ bão hòa hoặc gần bão hòa.
Rừng nhiệt đới tạo ra 30% lượng nước ngọt trên Trái Đất.

### Đất

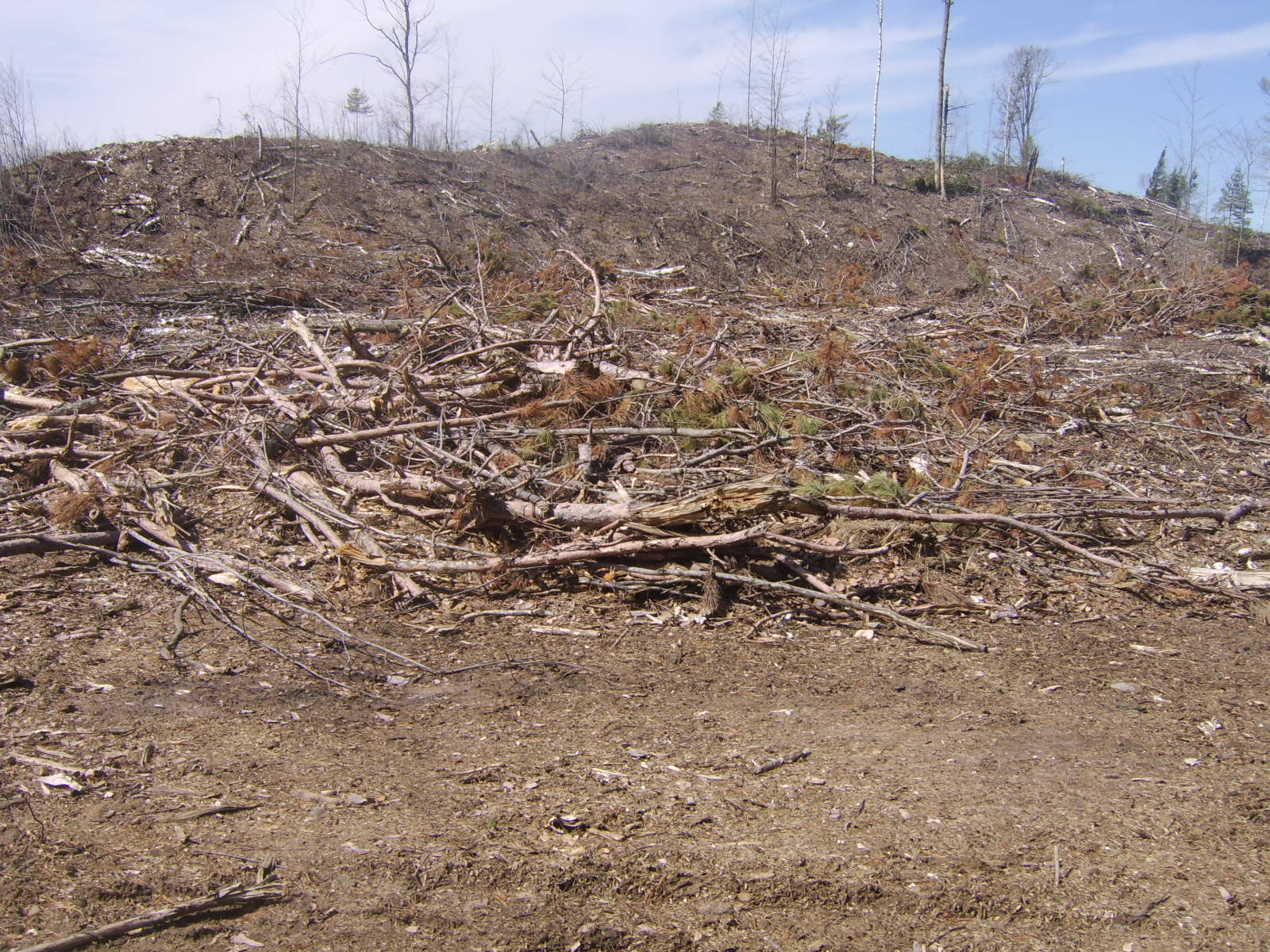
Cảnh rừng bị chặt phá.

Phá rừng làm tăng độ xói mòn của đất khi nó làm tăng độ rửa trôi và giảm độ bảo vệ đất của lá khô, lá rụng trong rừng. Hoạt động lâm nghiệp cũng có thể làm tăng độ xói mòn đất do phát triển đường sá và sử dụng dụng cụ cơ khí.
Cao nguyên Loess của Trung Quốc bị mất rừng từ hàng nghìn năm trước, tạo ra các thung lũng xẻ rạch, hình thành nên trầm tích khiến nước sông Hoàng Hà có màu vàng và gây ra lũ lụt ở các nhánh sông thấp.
Tuy nhiên, việc phá cây rừng không phải bao giờ cũng làm gia tăng mức độ xói mòn. Ở một vài vùng ở tây nam Hoa Kỳ, các cây bụi xâm thực lên đất cỏ. Các cây này làm giảm lượng cỏ. Khoảng trống giữa các tán cây bị xói mòn nghiêm trọng. Ủy ban về rừng của Hoa Kỳ đang nghiên cứu để phục hồi hệ sinh thái cũ, làm giảm xói mòn bằng cách chặt bớt cây.
Rễ cây liên kết đất với nhau, khi đất nông vừa đủ thì rễ cây có tác dụng kết dính đất với tầng đá gốc. Việc chặt phá cây trên các sườn núi dốc có nền đất nông do đó làm tăng nguy cơ lở đất, có thể ảnh hưởng tới những người dân gần khu vực đó. Tuy vậy thì việc phá rừng chỉ chặt cây tới thân chứ không ảnh hưởng tới rễ nên nguy cơ lở đất cũng không phải quá lớn.

### Sinh thái
Phá rừng làm giảm sự đa dạng sinh thái và làm môi trường bị suy thoái. Rừng cung cấp đa dạng sinh thái, là nơi trú ẩn của các loài động vật, rừng tạo ra các cây thuốc hữu ích cho cuộc sống của con người. Các biotope của rừng là nguồn không thể thay thế của nhiều loại thuốc mới(ví dụ taxol), việc phá rừng có thể hủy hoại sự biến đổi gen.
Rừng nhiệt đới là hệ sinh thái đa dạng nhất thế giới, 80% đa dạng sinh học của thế giới được tìm thấy ở rừng nhiệt đới., sự phá hủy các khu vực rừng dẫn đến thoái hóa môi trường và giảm đa dạng sinh học.
Ước tính chúng ta đang mất đi 137 loài thực vật, động vật và côn trùng mỗi ngày do phá rừng mưa, con số này tương đương với 50.000 loài mỗi năm. Có những tranh cãi cho rằng phá rừng đang đóng góp vào sự tuyệt diệt của các loài động thực vật. Tỉ lệ tuyệt chủng mà chúng ta biết do phá rừng là rất thấp, khoảng 1 loài đối với động vật có vú và các loài chim, suy ra từ đó là vào khoảng 23.000 cho tất cả các loài. Nhiều dự đoán cho rằng 40% các loài động, thực vật ở Đông Nam Á có thể bị xóa sổ hoàn toàn vào thế kỷ 21. Các suy đoán này được đưa ra vào năm 1995 khi các số liệu cho thấy rất nhiều rừng nguyên sinh ở khu vực này đã bị chuyển đổi sang các đồn điền, tuy nhiên các loài có nguy cơ bị ảnh hưởng và hệ thực vật ở đây hiện vẫn có mức bao phủ cao và ổn định.
Hiểu biết của khoa học chưa đủ để đưa ra các dự đoán chính xác về tác động của phá rừng lên sự đa dạng sinh học. Phần lớn các dự đoán về suy giảm sự đa dạng sinh học được dựa trên các mẫu nơi sinh sống của các loài, với giả thuyết cho rằng rừng suy giảm cũng sẽ dẫn đến suy giảm sự đa dạng của hệ sinh thái. Tuy nhiên nhiều nghiên cứu kiểu này đã được chứng minh là sai lầm và việc mất nơi sinh sống chưa hẳn đã dẫn đến sự suy giảm loài trên quy mô lớn. Các mẫu dựa trên khu vực sinh sống của các loài được cho là đã phóng đại con số các loài bị đe dọa trong các khu vực đó, nơi phá rừng vẫn đang diễn ra, các nghiên cứu này cũng phóng đại con số các loài bị đe dọa trong khi các loài này vẫn có số lượng đông và trải rộng.

## Tác động tới kinh tế của con người
Thiệt hại về rừng và các yếu tố khác của tự nhiên có thể làm cho mức sống của người nghèo trên thế giới và làm giảm 7% GDP của thế giới tới năm 2050, đây là một báo cáo tổng kết trong Hội nghị về Đa dạng Sinh học tại Bonn. Trong lịch sử, việc sử dụng gỗ đóng vai trò then chốt trong xã hội loài người, vai trò của gỗ có thể so sánh với nước và đất trồng trọt. Ngày nay, tại các nước phát triển gỗ vẫn được sử dụng để xây nhà và bột gỗ để làm giấy. Tại các quốc gia đang phát triển, gần 3 tỉ người phải dựa vào gỗ để sưởi ấm và đun nấu thức ăn.
Các sản phẩm từ rừng là một phần quan trọng của nền kinh tế ở tất cả các nước phát triển lẫn đang phát triển. Các lợi nhuận kinh tế ngắn hạn từ chuyển đổi đất rừng sang đất nông nghiệp, hay việc khai thác gỗ quá mức, thường dẫn đến những hậu quả kinh tế lâu dài, ảnh hưởng tới nguồn thu nhập lâu dài và sản lượng của rừng. Tây Phi, Madagascar, Đông Nam Á và nhiều vùng khác trên thế giới đã phải chịu những tổn thất thu nhập do suy giảm sản lượng gỗ. Sự khai khẩn trái phép làm nhiều nền kinh tế tổn thất hàng tỷ đô la mỗi năm.
Các nền kinh tế tăng trưởng nhanh thường có ảnh hưởng tới sự phá rừng. Áp lực chủ yếu đến từ các quốc gia đang phát triển, những nơi mà cả dân số và kinh tế đều tăng trưởng nhanh chóng. Năm 1995, tốc độ tăng trưởng kinh tế của các quốc gia đang phát triển là 6%, con số này cho các nước phát triển chỉ là 2%.". Khi dân số gia tăng, nhà cửa, đường sá, dân số đô thị mở rộng, khi phát triển thì cần có sự kết nối bằng việc xây dựng đường sá. Việc xây dựng đường sá ở nông thôn không chỉ kích thích phát triển kinh tế mà còn tạo điều kiện cho sự tàn phá rừng. Khoảng 90% rừng bị phá ở khu vực Amazon diễn ra trong phạm vi 100 kilômét so với đường.

## Liên kết
- Our disappearing forests – Greenpeace China Lưu trữ ngày 12 tháng 9 năm 2010 tại Wayback Machine
- EIA forest reports: Investigations into illegal logging.
- EIA in the USA Lưu trữ ngày 26 tháng 2 năm 2016 tại Wayback Machine Reports and info.
- Cocaine destroys 4 m2 of rainforest per gram The Guardian
- "Avoided Deforestation" Plan Gains Support – Worldwatch Institute Lưu trữ ngày 28 tháng 7 năm 2011 tại Wayback Machine
- OneWorld Tropical Forests Guide Lưu trữ ngày 22 tháng 7 năm 2011 tại Wayback Machine
- Some Background Info to Deforestation and REDD+

Truyền thông
- ngày 14 tháng 3 năm 2007, Independent Online: Destruction of forests in developing world 'out of control' Lưu trữ ngày 17 tháng 3 năm 2007 tại Wayback Machine

Phim trực tuyến
- Watch the National Film Board of Canada documentaries Battle for the Trees Lưu trữ ngày 30 tháng 1 năm 2009 tại Wayback Machine & Forest in Crisis Lưu trữ ngày 13 tháng 5 năm 2009 tại Wayback Machine
- Video on Illegal Deforestation In Paraguay Lưu trữ ngày 2 tháng 11 năm 2013 tại Wayback Machine